# Quernholz
Quernholz (dänisch  Kværnholt) ist eine Straßensiedlung bei Quern, die zur Gemeinde Steinbergkirche im Kreis Schleswig-Flensburg gehört.

## Lage
Ungefähr ein Kilometer westlich von Quernholz liegt Groß-Quern. Die Straße von Quernholz trägt den gleichnamigen Namen, welche nach Osten hin bis zum benachbarten Hattlundmoor führt, dessen Bebauung ungefähr 200 Meter entfernt liegt. Hinsichtlich Hattlundmoor ist zu beachten, dass es heutzutage vollständig mit dem Hauptort Steinbergkirche verwachsen ist. Ungefähr 600 Meter nördlich liegt des Weiteren das Dorf Westerholm.

## Hintergrund
Der erste Ortsnamensbestandteil verweist auf die Zugehörigkeit zur Gemeinde Quern. Der zweite Ortsnamensbestandteil „Holz“ verweist unschwer erkennbar auf ein Gehölz. Direkt südlich der Häuser von Quernholz befindet sich der namensgebende Wald. 1630 wurde im Übrigen erstmals eine Landstelle am östlichen Anfang der Zufahrtsstraße nach Quernholz bei Hattlundmoor mit den Worten: „Kate bei Munckels Kreutze“ beschrieben, welche auch „Munkenskors“ genannt wurde. Um 1844 befand sich bei Quernholz offenbar nur eine Kate, die Quernholz genannt wurde. Auf der detaillierten Karte der Preußischen Landesaufnahme um 1879 waren mehrere Gebäude sowie der Wald bei Quernholz schon erkennbar. 1961 lebten in Quernholz 14, 1970 15 Menschen.